# Archigny
Archigny est une commune du centre-ouest de la France, située dans le département de la Vienne  en région Nouvelle-Aquitaine.

## Géographie

### Localisation
Archigny est située à 30 km de Poitiers.
Le village compte également les hameaux de Trainebot, Vangueil, les Boucheaux, la Croix, les Huit Maisons, la Croisace, Chaumont, la Godet, Vilaine et une partie de la ligne acadienne, aussi comprise dans La Puye, Saint-Pierre de Maillé et Bonneuil-Matours.

### Communes limitrophes
| Bonneuil-Matours | Monthoiron Chenevelles | Pleumartin                     |
| Bellefonds       | d'Archigny             | Saint-Pierre-de-Maillé La Puye |
| Bonnes           | Chauvigny              | Sainte-Radégonde               |

### Géologie et relief
La région d'Archigny présente un paysage de plaines vallonnées plus ou moins boisées et de vallées. Le terroir se compose de terres fortes et de bornais (ce sont des sols brun clair sur limons, profonds et humides, à tendance siliceuse) pour respectivement 38 % et 59 % situés sur les plateaux du seuil du Poitou et de 4 % de champagnes ou aubues  (ce sont des sols gris clair, argilo-limoneux, sur craie et donc calcaires)  sur les collines.

### Hydrographie
La commune est traversée par 12,1 km de cours d'eau avec comme rivière principale l'Ozon sur une longueur de 6,8 km et l'Ozon de Chenevelles sur une longueur de 5,3 km.
Les principaux cours d'eau de la commune bénéficient d’un classement afin de protéger ou de restaurer leur continuité écologique: ainsi, pour l'affluent de l'Ozon de Chenevelles, le ruisseau des Jolines et l'Ozon de Chenevelles, la construction de tout nouvel ouvrage faisant obstacle à la continuité écologique est interdit. Par ailleurs, sur l'Ozon et sur l'Ozon de Chenevelles des travaux devraient être réalisés afin d’assurer ou de rétablir la libre circulation des poissons migrateurs et le transit des sédiments.

### Climat
Pour des articles plus généraux, voir Climat de la Nouvelle-Aquitaine et Climat de la Vienne.
Historiquement, la commune est exposée à un climat océanique du nord-ouest.  
En 2020, Météo-France publie une typologie des climats de la France métropolitaine dans laquelle la commune est exposée à un climat océanique altéré et est dans la région climatique Poitou-Charentes, caractérisée par un bon ensoleillement, particulièrement en été et des vents modérés.
Pour la période 1971-2000, la température annuelle moyenne est de 11,6 °C, avec une amplitude thermique annuelle de 15 °C. Le cumul annuel moyen de précipitations est de 719 mm, avec 10,8 jours de précipitations en janvier et 6,7 jours en juillet. Pour la période 1991-2020, la température moyenne annuelle observée sur la station météorologique la plus proche, située sur la commune de Lésigny à 21,31 km à vol d'oiseau, est de 12,1 °C et le cumul annuel moyen de précipitations est de 743,3 mm,. Pour l'avenir, les paramètres climatiques de la commune estimés pour 2050 selon différents scénarios d’émission de gaz à effet de serre sont consultables sur un site dédié publié par Météo-France en novembre 2022.

## Urbanisme

### Typologie
Au 1er janvier 2024, Archigny est catégorisée commune rurale à habitat très dispersé, selon la nouvelle grille communale de densité à sept niveaux définie par l'Insee en 2022.
Elle est située hors unité urbaine. Par ailleurs la commune fait partie de l'aire d'attraction de Poitiers, dont elle est une commune de la couronne,. Cette aire, qui regroupe 97 communes, est catégorisée dans les aires de 200 000 à moins de 700 000 habitants,.

### Occupation des sols
L'occupation des sols de la commune, telle qu'elle ressort de la base de données européenne d’occupation biophysique des sols Corine Land Cover (CLC), est marquée par l'importance des territoires agricoles (94 % en 2018), une proportion sensiblement équivalente à celle de 1990 (94,1 %). La répartition détaillée en 2018 est la suivante : 
terres arables (57,4 %), zones agricoles hétérogènes (32,9 %), forêts (5,5 %), prairies (3,7 %), zones urbanisées (0,5 %). L'évolution de l’occupation des sols de la commune et de ses infrastructures peut être observée sur les différentes représentations cartographiques du territoire : la carte de Cassini (XVIIIe siècle), la carte d'état-major (1820-1866) et les cartes ou photos aériennes de l'IGN pour la période actuelle (1950 à aujourd'hui).

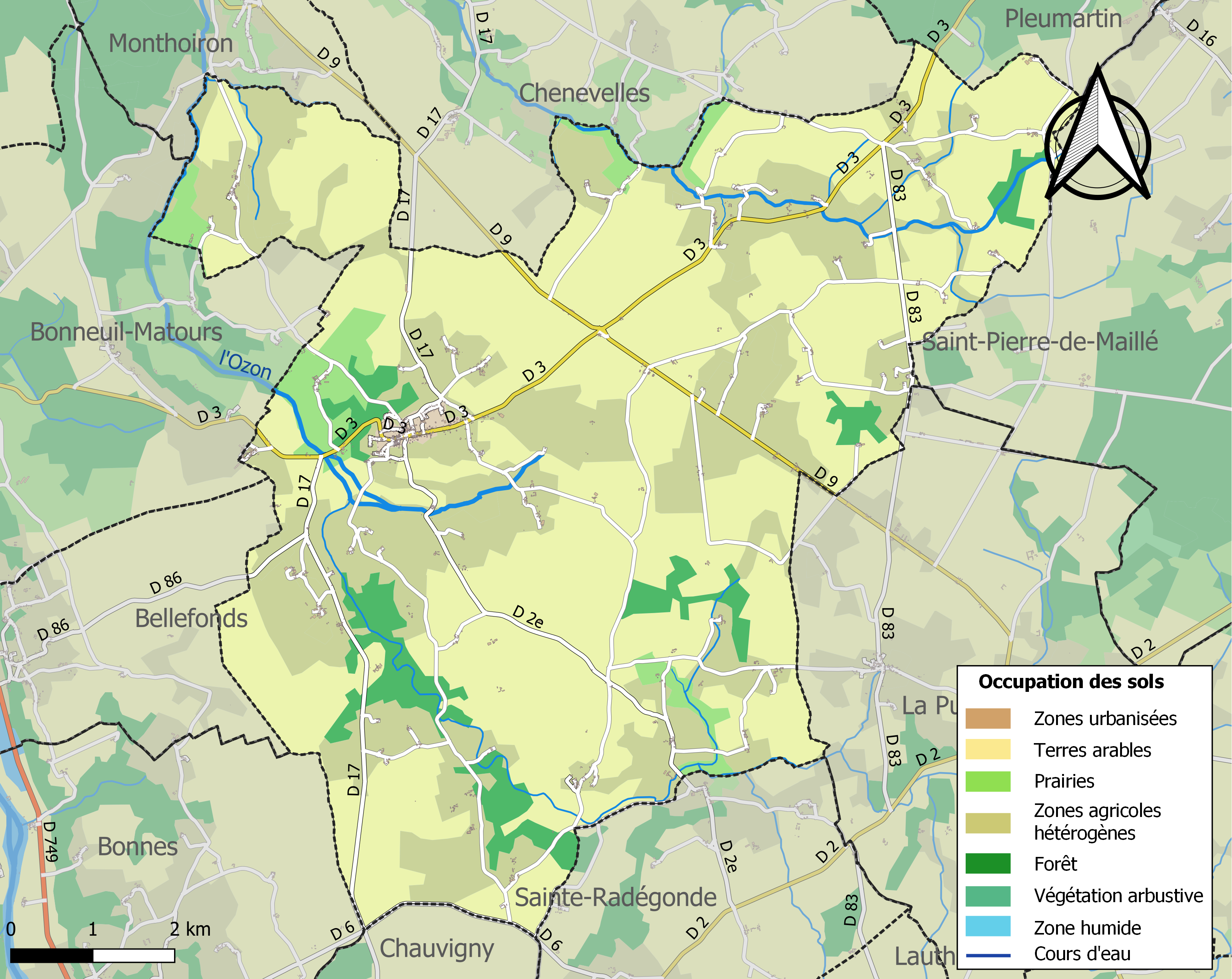
Carte des infrastructures et de l'occupation des sols de la commune en 2018 (CLC).

### Risques majeurs
Le territoire de la commune d'Archigny est vulnérable à différents aléas naturels : météorologiques (tempête, orage, neige, grand froid, canicule ou sécheresse), inondations, mouvements de terrains et séisme (sismicité modérée). Il est également exposé à un risque technologique,  le transport de matières dangereuses. Un site publié par le BRGM permet d'évaluer simplement et rapidement les risques d'un bien localisé soit par son adresse soit par le numéro de sa parcelle.

#### Risques naturels
Certaines parties du territoire communal sont susceptibles d’être affectées par le risque d’inondation par débordement de cours d'eau, notamment l'Ozon et l'Ozon de Chenevelles. La commune a été reconnue en état de catastrophe naturelle au titre des dommages causés par les inondations et coulées de boue survenues en 1982, 1983, 1999 et 2010,.

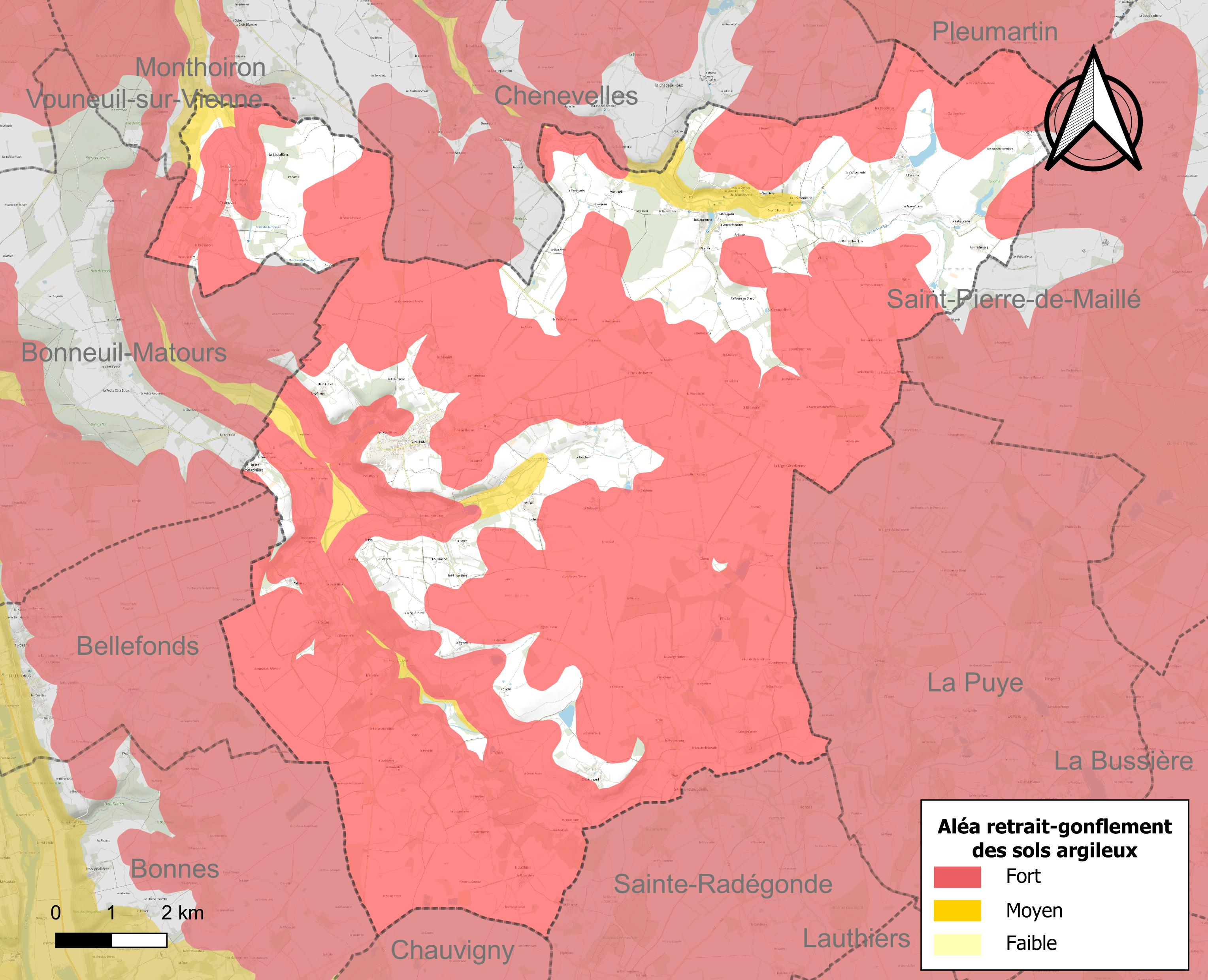
Carte des zones d'aléa retrait-gonflement des sols argileux d'Archigny.

Les mouvements de terrains susceptibles de se produire sur la commune sont des tassements différentiels. Le retrait-gonflement des sols argileux est susceptible d'engendrer des dommages importants aux bâtiments en cas d’alternance de périodes de sécheresse et de pluie. 76,8 % de la superficie communale est en aléa moyen ou fort (79,5 % au niveau départemental et 48,5 % au niveau national). Depuis le 1er octobre 2020, en application de la loi ÉLAN, différentes contraintes s'imposent aux vendeurs, maîtres d'ouvrages ou constructeurs de biens situés dans une zone classée en aléa moyen ou fort,.
La commune a été reconnue en état de catastrophe naturelle au titre des dommages causés par la sécheresse en 1989, 1991, 1992, 2003, 2005, 2011, 2016, 2017, 2018 et 2019 et par des mouvements de terrain en 1999 et 2010.

## Toponymie
Le nom de la localité est attesté sous les formes Rotbertus, presbyterium de Archinneco dès l'an 1000, Gaufridus de Archinniaco en 1083, Archigny en 1409.
La forme la plus ancienne de Archinneco, vers l'an 1000, se composerait l'anthroponyme latin Arcanius, suivi du suffixe de propriété gaulois -acum.

## Histoire
Archigny a accueilli favorablement les avancées de la Révolution française. Elle plante ainsi son arbre de la liberté, symbole de la Révolution. Celui-ci devient le lieu de ralliement de toutes les fêtes de l’époque, comme la fête de la Fédération en 1793.
Pendant la Seconde Guerre mondiale, la ligne de démarcation traversait la commune, du 22 juin 1940 au 1er mars 1943, laissant le chef-lieu en zone occupée, et la moitié du territoire de la commune en zone libre.

## Politique et administration

### Intercommunalité
Depuis 2015, Archigny est dans le canton de Chauvigny (N°5) du département de la Vienne. Avant la réforme des départements, Archigny était dans le canton N°31 de Vouneuil-sur-Vienne dans la 3e circonscription.

### Liste des maires
| Période       | Période          | Identité            | Étiquette | Qualité |
| ------------- | ---------------- | ------------------- | --------- | ------- |
| 1793          |                  | Latouche            |           |         |
| 1971          | 1995             | Jacques Lonhienne   | DVD       |         |
| 1995          | 2001             | Jean-Marc Herniot   |           |         |
| mars 2001     | 2016 (démission) | Jean-Claude Pinneau | UMP       |         |
| Novembre 2016 | En cours         | Jacky Roy           | SE        |         |

### Instances judiciaires et administratives
La commune relève des juridictions judiciaires de Poitiers.

### Services publics
Les réformes successives de La Poste ont conduit à la fermeture de nombreux bureaux de poste ou à leur transformation en simple relais. La commune a transformé le sien en agence postale communale par décision du conseil municipal du 5 septembre 2008.

## Démographie
Les habitants sont appelés les Archignois.
L'évolution du nombre d'habitants est connue à travers les recensements de la population effectués dans la commune depuis 1793. Pour les communes de moins de 10 000 habitants, une enquête de recensement portant sur toute la population est réalisée tous les cinq ans, les populations de référence des années intermédiaires étant quant à elles estimées par interpolation ou extrapolation. Pour la commune, le premier recensement exhaustif entrant dans le cadre du nouveau dispositif a été réalisé en 2008.

En 2022, la commune comptait 1 060 habitants, en évolution de −4,33 % par rapport à 2016 (Vienne : +0,6 %, France hors Mayotte : +2,11 %).
| 1793  | 1800  | 1806  | 1821  | 1831  | 1836  | 1841  | 1846  | 1851  |
| ----- | ----- | ----- | ----- | ----- | ----- | ----- | ----- | ----- |
| 1 805 | 1 944 | 2 014 | 2 017 | 2 191 | 2 077 | 2 078 | 2 081 | 1 996 |

| 1856  | 1861  | 1866  | 1872  | 1876  | 1881  | 1886  | 1891  | 1896  |
| ----- | ----- | ----- | ----- | ----- | ----- | ----- | ----- | ----- |
| 1 966 | 1 890 | 1 876 | 1 791 | 1 784 | 1 760 | 1 760 | 1 752 | 1 759 |

| 1901  | 1906  | 1911  | 1921  | 1926  | 1931  | 1936  | 1946  | 1954  |
| ----- | ----- | ----- | ----- | ----- | ----- | ----- | ----- | ----- |
| 1 799 | 1 814 | 1 892 | 1 715 | 1 675 | 1 680 | 1 640 | 1 649 | 1 609 |

| 1962  | 1968  | 1975  | 1982  | 1990 | 1999 | 2006  | 2008  | 2013  |
| ----- | ----- | ----- | ----- | ---- | ---- | ----- | ----- | ----- |
| 1 554 | 1 452 | 1 239 | 1 111 | 992  | 987  | 1 020 | 1 029 | 1 112 |

| 2018  | 2022  | - | - | - | - | - | - | - |
| ----- | ----- | - | - | - | - | - | - | - |
| 1 076 | 1 060 | - | - | - | - | - | - | - |

En 2008, selon l’INSEE,  la densité de population de la commune était de 15 hab./km2, 61 hab./km2 pour le département, 68 hab./km2 pour la région Poitou-Charentes et 115 hab./km2 pour la France.
La commune appartient à une zone dont le faible dynamisme démographique se répercute sur une partie des membres de la communauté d’agglomération du pays châtelleraudais. L’évolution moyenne annuelle  a été, de 1999 à 2006, de 0,90 % contre 1,32 % pour la communauté d’agglomération de Poitiers (Grand Poitiers). Ceci s’explique par la crise économique qui touche le secteur industriel très représenté dans la communauté d’agglomération du pays châtelleraudais.
Les dernières statistiques démographiques pour la commune ont été fixées en 2009 et publiées en 2012. Il ressort que la mairie administre une population totale de 1 067 personnes. À cela il faut soustraire les résidences secondaires (18 personnes) pour constater que la population permanente sur le territoire de la commune  est de 1 049.

## Économie
Selon la direction régionale de l'Alimentation, de l'Agriculture et de la Forêt de Poitou-Charentes, il n'y a plus que 50 exploitations agricoles en 2010 contre 68 en 2000.
Les surfaces agricoles utilisées ont diminué et sont passées de 5 103 hectares en 2000 à 4 687 hectares en 2010. 41 % sont destinées à la culture des céréales (blé tendre essentiellement mais aussi orges et maïs), 2 1% pour le fourrage, 17 % pour les oléagineux (colza et tournesol) et 14 % restent en herbes. En 2010, 2 hectares (8 en 2000) sont consacrés à la vigne.
25 exploitations en 2010 (contre 34 en 2000) abritent un élevage de bovins (2 445 têtes en 2010 contre 2 576 en 2000). C’est un des troupeaux de bovins les plus importants de la Vienne qui rassemblent 48 000 têtes en 2011. 10 exploitations en 2010 (contre 16 en 2000) abritent un élevage d'ovins (2 250 têtes en 2010 contre 2 050 têtes en 2000). L'élevage de volailles a connu une baisse importante : 1 386 têtes en 2000 répartis sur 40 fermes contre 683 têtes en 2010 répartis sur 20 fermes.
L'élevage de chèvres a disparu en 2010 (675 têtes sur 6 fermes en 2000). Cette disparition est révélatrice de l’évolution qu’a connu, en région Poitou-Charentes, cet élevage au cours des deux  dernières décennies: division par trois du nombre d’exploitations, augmentation des effectifs moyens par élevage (38 chèvres en 1988, 115 en 2000), division par 10 des chèvreries de  10 à 50 chèvres qui représentaient 50 % des troupeaux en 1988, et multiplication par 6 des élevages de plus de 200 chèvres qui regroupent, en 2000, 45 % du cheptel. Cette évolution a principalement pour origine la crise de surproduction laitière de 1990-1991 qui, en parallèle des mesures incitatives, a favorisé des départs d’éleveurs en préretraite.

## Culture locale et patrimoine

### Lieux et monuments

#### Patrimoine religieux
- Abbaye Notre-Dame-de-l'Étoile, classée monument historique en 1991[38].
- Église Saint-Georges d'Archigny, romane à clocher-porche du XIIe siècle.

#### Patrimoine civil
- La Salle, ancienne propriété de la famille Paris de la Salle.
- Poterne du château de Marsugeau.
- La gentilhommière La Talbadière. Elle est située en pleine campagne. Elle date du XVIIe siècle. Elle est flanquée de dépendances. Elle était la résidence de François Lucas, écuyer du roi Louis XIV qui la transforma en 1630.

#### Patrimoine naturel
La commune possède quatre zones naturelles d'intérêt écologique, faunistique et floristique (ZNIEFF) qui couvrent 23 % de la surface communale :
- Les Bornais de Bellefonds ;
- Moulin de Vaux ;
- Les brandes de la Nivoire et les brandes des Tireaux ;
- Le plateau de Bellefonds.

Le plateau de Bellefonds est aussi classé comme zone Importante pour la conservation des oiseaux (ZICO). Il est aussi classé par la directive oiseaux qui assure la protection des oiseaux sauvages et de leurs biotopes.

##### Les brandes de la Nivoire et les brandes des Tireaux
Les brandes de la Nivoire et les brandes des Tireaux sont situées à mi-chemin entre les villes de Chauvigny et de Châtellerault, soit un peu à l’est de la vallée de la Vienne. Ces sites couvrent une partie des territoires des communes d’Archigny, de Bonneuil-Matours et de Chenevelles.

### Équipements culturels
- Ferme-musée de la Ligne acadienne (propriété de la commune et gérée par la communauté d’agglomération du Pays châtelleraudais par transfert de compétences en 2001).
- Plan d'eau "Les Prés de la Fontaine".

### Héraldique, logotype et devise
| Blason de Archigny | Blason  | D’azur à la fasce d’or accompagnée en chef de deux étoiles et en pointe de deux croissants adossés, le tout du même. |
| Blason de Archigny | Détails | Le statut officiel du blason reste à déterminer.                                                                     |